# River Wyre (Morecambe Bay)
Der River Wyre ist ein Fluss in Lancashire im Nordwesten von England. 

## Flusslauf
Der River Wyre entsteht aus dem Zusammenfluss von Tarnbrook Wyre und Marshaw Wyre in Abbeystead im Forest of Bowland. 
In Abbeystead fließt der River Wyre durch das 1855 gebaute Abbeystead Reservoir (⊙), das heute nicht mehr genutzt wird, jedoch noch klar erkennbar ist. Das Staubecken sollte einst den Wasserstand des Wyre sichern, damit die im weiteren Lauf gelegenen Spinnereien und Webereien ihren Betrieb aufrechterhalten konnten. Seit 1980 gibt es eine Tunnelverbindung, durch die Wasser aus dem River Lune von Caton aus bis nach Abbeystead gepumpt werden kann, um die Wasserversorgung im südlichen Lancashire mit der Hilfe des River Wyre zu sichern.
Der River Wyre fließt zunächst in westlicher Richtung, bis er bei dem Ort Dolphinholme einen Bogen nach Süden beschreibt. Südlich von Forton kreuzt der Wyre die Autobahn M6 und fließt dann östlich an Garstang vorbei, in dessen Süden er den Lancaster Canal unterquert.
Zwischen St Michael’s on Wyre und Thornton fließt der Wyre in westlicher Richtung und dann nach Norden, um zwischen den Orten Fleetwood und Knott End-on-Sea in die Morecambe Bay zu münden.